# خط لوله (فیلم)
خط لوله (کره‌ای: 파이프라인) یک فیلم جنایی اکشن ۲۰۲۱ کره جنوبی با بازی سو این گوک، لی سو هیوک و اوم مون سوک است. این فیلم داستان شش دزد را روایت می‌کند که برای سرقت نفت در یک تونل زیرزمینی در کره نقشه کشیده‌اند. این فیلم در ۲۶ مه ۲۰۲۱ منتشر شد.

## بازیگران
- سو این گوک در نقش پین دول یی[۵]
- لی سو هیوک در نقش گون وو
- اوم مون سوک در نقش جوب سه
- یو سونگ موک در نقش رئیس نا
- ته هانگ هو در نقش گوم ساب[۶]
- به دا بین در نقش شمارنده مانیتور[۷]
- به یو رام در نقش مان شیک
- سو دونگ وون در نقش جی ده هان
- جونگ جه کوانگ در نقش شانگ گو
- کیم یون کیو در نقش دختر رئیس نا
- یونگ جین
- وو کانگ مین
- کانگ دو هیون در نقش ئه سونگ یی

## تولید

### بازیگران
در ژوئیه ۲۰۱۹، گروه بازیگران اصلی تأیید شدند و اعلام شد که سو این گوک به عنوان پروتاگونیست این فیلم در نقش مهندس حفاری خواهد بود. سو این گوک و لی سو هیوک پیش از این در پادشاه دبیرستان (۲۰۱۴) و ویرانگر در خدمتگزاری شما حاضر است (۲۰۲۱) همبازی بودند.

### فیلم‌برداری
تصویربرداری اصلی در ۲۳ ژوئیه ۲۰۹۱ آغاز شد و در ۱۲ نوامبر ۲۰۱۹ به پایان رسید. این فیلم برای انتشار در سال ۲۰۲۰ برنامه‌ریزی شده بود اما به دلیل دنیاگیری کووید-۱۹ به تعویق افتاد.